# Corvus minutus
El cao pinalero o cao ronco (Corvus minutus), es un ave endémica de Cuba. Pertenece a la familia Corvidae del orden Passeriformes. Es muy similar a la especie Corvus palmarum de La Española de la cual antes ha sido considerada subespecie. 

## Nombres
Corvus en latín significa cuervo, minutus significa pequeño, ya que es más pequeño que su pariente cubano Corvus nasicus, y palmarum “de las palmas”, porque suele anidar en ellas. Cao es el nombre indio cubano de los cuervos y pinalero por abundar en una zona con pinares de la provincia Pinar del Río, ronco por tener una voz menos aguda que su pariente C. nasicus. En inglés es llamado Cuban palm crow (y antes también Palm Crow).

## Descripción
Miden unos 43 cm de largo. Son completamente negros con muy ligero brillo. El inmaduro es más opaco. Suelen aparecer en bandadas pequeñas, a menudo bajan al suelo y al posarse levantan la cola. Sus alas son cortas y el pico pequeño. Su alimentación es omnívora (frutos de palma real, insectos, reptiles, huevos, moluscos, granos, otras frutas, etc.).

## Nido
Anidan de marzo a julio sobre las hojas de las palmas construyéndolo con ramillas, pajas y plumas.

## Ave amenazada
Considerada como vulnerable. Su distribución está restringida a dos áreas montañosas pequeñas, Mina Dora en Pinar del Río y en el centro de la provincia de Camagüey.